# Entoloma pluteimorphum
Entoloma pluteimorphum är en svampart som beskrevs av E. Horak 1980. Entoloma pluteimorphum ingår i släktet Entoloma och familjen Entolomataceae.   Inga underarter finns listade i Catalogue of Life.